# Nienhagen (Schwanebeck)
Nienhagen este un cartier al orașului Schwanebeck din landul Saxonia-Anhalt, Germania. Până în 2010 a fost o comună.